# AlltheWeb
AlltheWeb (a veces referido como FAST o FAST Search) fue un motor de búsqueda en Internet que hizo su debut a mediados de 1999 y fue cerrado en 2011. Surgió a partir de FTP Search, la tesis doctoral de Tor Egge en la Universidad Noruega de Ciencia y Tecnología, que comenzó en 1994, lo cual a su vez dio lugar a la formación de Fast Search & Transfer (FAST), establecida el 16 de julio de 1997.

## Características
Cuando AlltheWeb comenzó en 1999, FAST tenía como objetivo proporcionar su base de datos a otros motores de búsqueda, portales importantes, proveedores de servicios de Internet (ISP) y sitios de contenido.Para el 2 de agosto de 1999, la base de datos de AlltheWeb había crecido a 200 millones de URLs únicas.Para junio de 2002, su rastreador había indexado más de 2 mil millones de páginas.
AlltheWeb afirmaba tener algunas ventajas sobre Google, como una base de datos más actualizada, funciones de búsqueda más avanzadas, agrupamiento de búsquedas y una apariencia completamente personalizable.

## Cierre
En febrero de 2003, la división de búsqueda web de FAST fue comprada por Overture por 70 millones de dólares.En julio de 2003, Overture fue adquirida por Yahoo!, lo que puso a AlltheWeb bajo la propiedad de Yahoo!.Poco después de la adquisición por parte de Yahoo!, el sitio de AlltheWeb comenzó a utilizar la base de datos de Yahoo! y algunas de las funciones avanzadas fueron eliminadas, como la búsqueda FTP y la búsqueda directa de imágenes.
En mayo de 2006, Yahoo! comenzó a probar resultados de búsqueda en vivo en AlltheWeb.
El 4 de abril de 2011, Yahoo! cerró AlltheWeb.